# Didžiasalis
Didžiasalis är en ort i Litauen. Den ligger i den östra delen av landet, 110 km nordost om huvudstaden Vilnius. Didžiasalis ligger 124 meter över havet och antalet invånare är 1 657.
Terrängen runt Didžiasalis är mycket platt. Runt Didžiasalis är det ganska glesbefolkat, med 22 invånare per kvadratkilometer. Didžiasalis är det största samhället i trakten. I omgivningarna runt Didžiasalis växer i huvudsak blandskog.